# Pyli-Stausee
Der kleine Stausee Limni tou Pyliou (griechisch Λίμνη του Πυλίου, auch: Νερομάνα Neromana (f. sg.)) auf der griechischen Insel Kos wurden in einem Karstquellgebiet aufgestaut. Das Wasser diente zur Bewässerung der landwirtschaftlich genutzten Ebene von Kos.
Der See liegt etwa 1,5 km nordöstlich des Dorfes Pyli an der Straße von Kos nach Kefalos. Er umfasst eine Fläche von etwa 0,2–0,3 Hektar.
Der Uferbereich ist von Schilfrohr, Silber-Pappeln und Oleander gesäumt. Im See leben Wasserschildkröten, Aale und Koboldkärpflinge.

## Geschichte
Der See wurde in den 1920er Jahren auf Befehl der italienischen Besatzer erbaut, um Dürreperioden zu überbrücken. Nach historischen Angaben befand sich an dieser Stelle zuvor ein schwer zugängliches Sumpfgebiet.